# Saint-Georges-sur-Cher
Saint-Georges-sur-Cher település Franciaországban, Loir-et-Cher megyében. Lakosainak száma 2711 fő (2022. január 1.). Saint-Georges-sur-Cher Céré-la-Ronde, Chisseaux, Épeigné-les-Bois, Francueil, Chissay-en-Touraine és Faverolles-sur-Cher községekkel határos.

## Népesség
A település népessége az elmúlt években az alábbi módon változott:
| Lakosok száma | 1673 | 2021 | 2047 | 2268 | 2585 | 2645 | 2691 | 2731 | 2735 | 2711 |
|               | 1968 | 1982 | 1990 | 2006 | 2013 | 2015 | 2017 | 2019 | 2020 | 2022 |